# Лас-Вегас Лайтс
ФК «Лас-Вегас Лайтс» (англ. Las Vegas Lights Football Club) — американський футбольний клуб з Лас-Вегаса, Невада, заснований у 2017 році. Виступає в USL. Домашні матчі приймає на стадіоні «Кешмен Філд», місткістю 9 334 глядачів.
Виступає у Західній конференції USL.